# Liga de Fútbol Centro de Santa Cruz
La Liga de Fútbol Centro de Santa Cruz (LICEN) es una de las Ligas Regionales pertenecientes a la provincia de Santa Cruz en Argentina, que nuclea a equipos de localidades de la zona centro de la provincia como:
- Comandante Luis Piedrabuena
- Gobernador Gregores
- Puerto San Julián
- Puerto Santa Cruz

La Liga de Fútbol Centro de Santa Cruz, con sede en la ciudad de Puerto Santa Cruz, organiza los campeonatos de la zona desde el año 1968. En la actualidad un solo club de esta liga (Huracán de Gobernador Gregores) ha participado en la cuarta división del fútbol argentino, el Torneo Argentino B, por invitación de la AFA. El primer campeón de esta liga fue el Club Atlético Santa Cruz.
En la ciudad sede de esta liga se encuentran los dos máximos campeones, tanto el Club Atlético Santa Cruz con 15 títulos y Club Sportivo Santa Cruz con 13 títulos,el cual el eso hace un total de 28 títulos para Puerto Santa Cruz luego sigue la ciudad de Puerto San Julián con 21 títulos entre sus 3 clubes, después la ciudad de Comandante Luis Piedrabuena con 11 títulos y por último la ciudad de Gobernador Gregores con 6 títulos.[cita requerida]

## Equipos participantes
- Club Atlético Argentinos del Sud  de (Comandante Luis Piedrabuena)
- Club Deportivo Júpiter de (Comandante Luis Piedrabuena)
- Club Atlético Santa Cruz (Puerto Santa Cruz)
- Club Sportivo Santa Cruz (Puerto Santa Cruz)
- Club Atlético Cruz del Sur de (Gobernador Gregores)
- Asociación Club Sportivo Huracan de (Gobernador Gregores)
- Asociación Club Independiente de (Puerto San Julián)
- Club Racing Club de (Puerto San Julián)
- Asociación Club Atlético San Julián (Puerto San Julián

## Palmarés

### Por equipos
| Equipo              | Ciudad                      | Títulos | Años campeón |
| ------------------- | --------------------------- | ------- | --- |
| Atlético Santa Cruz | Puerto Santa Cruz           | 15      | Temporada 1968/1969, Temporada 1972/1973, Temporada 1978/1979, Temporada 1980/1981, Temporada 1981/1982, Temporada 1987/1988, Oficial 1993, Apertura 1998, Clausura 1998, Apertura 1999, Oficial 2009, Clausura 2014, Clausura 2015, Apertura 2015 y Apertura 2017 |
| Sportivo Santa Cruz | Puerto Santa Cruz           | 13      | Temporada 1983/1984, Temporada 1984/1985, Temporada 1985/1986, Temporada 1989/1990, Clausura 1999, Clausura 2000, Clausura 2003, Oficial 2004, Apertura 2005, Clausura 2005, Oficial 2006, Clausura 2017, Oficial 2019                                             |
| Racing (SJ)         | Puerto San Julián           | 8       | Temporada 1970/1971, Temporada 1971/1972, Temporada 1986/1987, Oficial 1996, Apertura 1997, Clausura 1997, Oficial 2002 y Clausura 2018 |
| Independiente (SJ)  | Puerto San Julián           | 7       | Temporada 1969/1970, Temporada 1973/1974, Temporada 1975/1976, Temporada 1976/1977, Clausura 2016, Apertura 2018, Oficial 2022 |
| Huracán (GG)        | Gobernador Gregores         | 6       | Apertura 2003, Oficial 2010, Apertura 2013, Apertura 2014, Oficial 2022 y Oficial 2023 |
| Deportivo Júpiter   | Comandante Luis Piedrabuena | 6       | Oficial 1995, Apertura 2000, Oficial 2012, Oficial 2013, Apertura 2024 y Apertura 2025 |
| Atlético San Julián | Puerto San Julián           | 6       | Temporada 1977/1978, Temporada 1988/1989, Oficial 2008, Oficial 2021, Clausura 2024 y Campeón de campeones 2024 |
| Argentino del Sud   | Comandante Luis Piedrabuena | 5       | Temporada 1974/1975, Oficial 1994, Oficial 2011, Oficial 2023, Campeón de campeones 2024 |

Nota: En los años 1980, 1991, 1992, 2001, 2007 y 2020 no se disputó el torneo

### Por pueblo
| Pueblo                      | Títulos |
| --------------------------- | ------- |
| Puerto Santa Cruz           | 28      |
| Puerto San Julián           | 21      |
| Comandante Luis Piedrabuena | 11      |
| Gobernador Gregores         | 6       |

## Campeones[1]
| Año                    | Equipo                          |
| ---------------------- | ------------------------------- |
| 1968/69                | Club Atlético Santa Cruz        |
| 1969/70                | Independiente (SJ)              |
| 1970/71                | Racing (SJ)                     |
| 1971/72                | Racing (SJ)                     |
| 1972/73                | Club Atlético Santa Cruz        |
| 1973/74                | Independiente (SJ)              |
| 1974/75                | Club Atlético Argentino del Sud |
| 1975/76                | Independiente (SJ)              |
| 1976/77                | Independiente (SJ)              |
| 1977/78                | Club Atlético San Julián        |
| 1978/79                | Club Atlético Santa Cruz        |
| 1980/81                | Club Atlético Santa Cruz        |
| 1981/82                | Club Atlético Santa Cruz        |
| 1983/84                | Club Sportivo Santa Cruz        |
| 1984/85                | Club Sportivo Santa Cruz        |
| 1985/86                | Club Sportivo Santa Cruz        |
| 1986/87                | Racing (SJ)                     |
| 1987/88                | Club Atlético Santa Cruz        |
| 1988/89                | Club Atlético San Julián        |
| 1989/90                | Club Sportivo Santa Cruz        |
| 1991                   | No se disputó                   |
| 1992                   | No se disputó                   |
| Oficial 1993           | Club Atlético Santa Cruz        |
| Oficial 1994           | Club Atlético Argentino del Sud |
| Oficial 1995           | Club Deportivo Júpiter          |
| Oficial 1996           | Racing (SJ)                     |
| Apertura 1997          | Racing (SJ)                     |
| Clausura 1997          | Racing (SJ)                     |
| Apertura 1998          | Club Atlético Santa Cruz        |
| Clausura 1998          | Club Atlético Santa Cruz        |
| Apertura 1999          | Club Atlético Santa Cruz        |
| Clausura 1999          | Club Sportivo Santa Cruz        |
| Clausura 2000          | Club Sportivo Santa Cruz        |
| Apertura 2000          | Club Deportivo Júpiter          |
| 2001                   | No se disputó                   |
| Oficial 2002           | Racing (SJ)                     |
| Apertura 2003          | Huracán (GG)                    |
| Clausura 2003          | Club Sportivo Santa Cruz        |
| Oficial 2004           | Club Sportivo Santa Cruz        |
| Apertura 2005          | Club Sportivo Santa Cruz        |
| Clausura 2005          | Club Sportivo Santa Cruz        |
| Oficial 2006           | Club Sportivo Santa Cruz        |
| 2007                   | No se disputó                   |
| Oficial 2008           | Club Atlético San Julián        |
| Oficial 2009           | Club Atlético Santa Cruz        |
| Oficial 2010           | Huracán (GG)                    |
| Oficial 2011           | Club Atlético Argentino del Sud |
| Oficial 2012           | Club Deportivo Júpiter          |
| Oficial 2013           | Club Deportivo Júpiter          |
| Apertura 2013          | Huracán (GG)                    |
| Apertura 2014          | Huracán (GG)                    |
| Clausura 2014          | Club Atlético Santa Cruz        |
| Clausura 2015          | Club Atlético Santa Cruz        |
| Apertura 2015          | Club Atlético Santa Cruz        |
| Clausura 2016          | Independiente (SJ)              |
| Apertura 2017          | Club Atlético Santa Cruz        |
| Clausura 2017          | Club Sportivo Santa Cruz        |
| Oficial 2018           | Independiente (SJ)              |
| Clausura 2018          | Racing (SJ)                     |
| Copa de Campeones 2018 | Independiente (SJ)              |
| Oficial 2019           | Club Sportivo Santa Cruz        |
| 2020                   | No se disputó                   |
| Oficial 2021           | Club Atlético San Julián        |
| Oficial 2022           | Huracán (GG)                    |
| Copa de Campeones 2022 | Independiente (SJ)              |
| Apertura 2023          | Club Atlético Argentino del Sud |
| Clausura 2023          | Huracán (GG)                    |
| Copa de Campeones 2023 | Club Atlético Argentino del Sud |
| Apertura 2024          | Club Deportivo Júpiter          |
| Clausura 2024          | Club Atlético San Julián        |
| Copa de Campeones 2024 | Club Atlético San Julián        |
| 2025                   | Club Deportivo Júpiter          |